# 至福之音
《至福之音》，是日本樂團Mr.Children的第11張專輯。2004年4月7日發行。

## 簡介
前作《IT'S A WONDERFUL WORLD》約1年11個月之後發行。
有多種含義，既可以譯為「至福之音」，也可以譯為「私服之音」、「至福樂譜」等，讀音都和一樣。
專輯收錄了單曲《Any》、《HERO》、《掌／Kurumi》 以及部分c/w曲。
專輯首週銷量突破80萬張。是2004年發行的原創專輯最高的初動銷量。總銷量達141萬張，是2004年度日本專輯銷量第2位。也是Mr.Children在2000年代發行的原創專輯中銷量最高的。

## 收錄曲目
1. 你來告訴我吧（言わせてみてぇもんだ）
2. PADDLE
3. 掌
4. Kurumi（くるみ）
5. 花語
6. Pink ～奇妙的夢（Pink 〜奇妙な夢）
7. 血管
8. 在寒風中的回家路上（空風の帰り道）
9. Any
10. 天頂巴士（天頂バス）
11. 為了誰（タガタメ）
12. HERO

## 外部連結
- 唱片介紹 （页面存档备份，存于） Mr.Children官方網站